# Kapitan-Lus-Typ
Der Kapitan-Lus-Typ ist ein Frachtschiffstyp der russischen Reederei Northern Shipping Company.

## Geschichte
Von dem Schiffstyp wurden als Projekt 15750 fünf Einheiten auf der Werft Vyborg Shipyard in Wyborg für die Reederei Northern Shipping Company in Archangelsk gebaut und zwischen 1994 und 1998 abgeliefert. Die Schiffe werden unter anderem für den Transport von Paketholz und anderen Forstprodukten genutzt. Sie können auch für den Transport verschiedener anderer Massen- und Stückgüter einschließlich Containern genutzt werden.
Ein Projekt zur Verlängerung des Rumpfes der Schiffe um rund 22 Meter zur Erhöhung der Tragfähigkeit und Containerkapazität wurde nicht verwirklicht (Projekt DCV15).

## Beschreibung
Die Schiffe werden von einem Zweitakt-Sechszylinder-Dieselmotor des Typs MAN B&W 6DKRN 35/105-10 mit 3356 kW Leistung angetrieben. Der Motor wirkt auf einen Verstellpropeller. Die Schiffe sind mit einem Bugstrahlruder ausgestattet. Für die Stromerzeugung stehen ein mit 500 kW Leistung angetriebener Wellengenerator und drei von Dieselmotoren mit jeweils 320 kW Leistung angetriebene Generatoren zur Verfügung. Weiterhin wurde ein von einem Dieselmotor mit 100 kW Leistung angetriebener Notgenerator verbaut.
Die Schiffe verfügen über drei Laderäume. Die Laderäume sind mit Faltlukendeckeln verschlossen. Laderaum 1 ist 15,8 m lang, Laderaum 2 ist 20,8 m lang und Laderaum 3 ist 15,2 m lang. Die Laderäume sind 14,0 m breit und 8,4 m hoch. Laderaum 1 ist 9,6 m hoch und im vorderen Bereich nur 7,7 m breit. Die Luke von Laderaum 1 ist 12,8 m × 10,4 m, die Luke von Laderaum 2 ist 18,8 m × 12,8 m und die Luke von Laderaum 3 ist 12,8 m × 12,8 m groß. Die Kapazität der Laderäume beträgt zusammen 5539 m³ für Stück- und 5654 m³ für Schüttgüter. Die Tankdecke in den Laderäumen kann mit 10 t/m² belastet werden. Die Lukendeckel von Laderaum 1 können mit 1,75 t/m², die Lukendeckel von Laderaum 2 und 3 können mit 2,2 t/m³ belastet werden.
Die Schiffe sind für den Transport von Containern vorbereitet. Die Containerkapazität beträgt 173 TEU. 96 TEU können in den Laderäumen, 77 TEU auf den Lukendeckeln befördert werden.
Die Schiffe sind auf der Backbordseite mit zwei Kranen ausgestattet, die jeweils 8 t heben können. Am Heck befindet sich auf der Steuerbordseite ein Freifallrettungsboot.
Die Reichweite der Schiffe ist mit rund 5000 Seemeilen angegeben.

## Schiffe
| Kapitan-Lus-Typ  | Kapitan-Lus-Typ | Kapitan-Lus-Typ | Kapitan-Lus-Typ | Kapitan-Lus-Typ                                       |
| Bauname          | Bau- nummer     | IMO- Nummer     | Ablieferung     | Umbenennungen und Verbleib                            |
| ---------------- | --------------- | --------------- | --------------- | ----------------------------------------------------- |
| Kapitan Lus      | 201             | 9077551         | 1994            | 2013 verschrottet                                     |
| Kapitan Mironov  | 202             | 9077563         | 1995            |                                                       |
| Kapitan Yakovlev | 203             | 9077575         | 1996            |                                                       |
| Kapitan Ryntsyn  | 204             | 9077587         | 1997            | 1997: Zamoskvorechye, 2017: Enigma, 2021 verschrottet |
| Kapitan Kuroptev | 205             | 9077599         | 1998            | 2013 verschrottet                                     |

Die Schiffe fahren unter der Flagge Russlands. Heimathafen ist Archangelsk.